# Hwardijśke (obwód chmielnicki)
Hwardijśke (ukr. Гвардійське; hist. Felsztyn) – wieś na Ukrainie, w obwodzie chmielnickim, w rejonie chmielnickim.

## Położenie
Wieś leży ok. 20 km na zachód od miasta Chmielnicki, w dolinie nad rzeką Smotrycz, poniżej stoku o wys. 354 m n.p.m., zabudowa w formie łańcuchówki.

## Historia

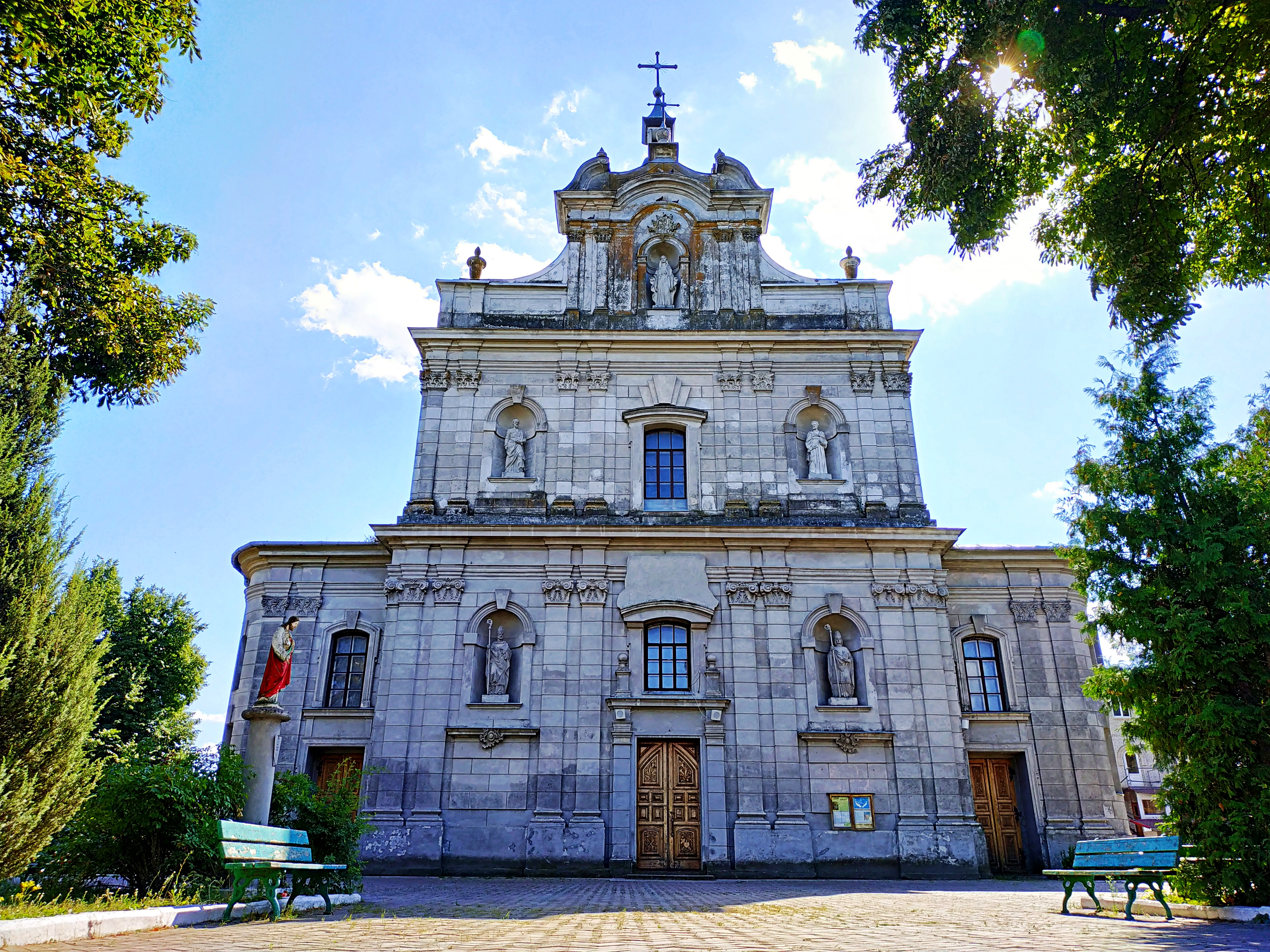
Kościół św. Wojciecha

Miasto Felsztyn założył Mikołaj Herburt podkomorzy halicki, za przywilejem królewskim z dnia 23 sierpnia 1584 oddalony był 5 km od posiadłości Herburta w Dobrogoszczy. Na pozostałą część majątku składały się m.in. Kupice, Krzemienna i Łysowody. Według tego przywileju nowy właściciel miał wystawić zamek oraz lokować miasto na prawie magdeburskim i nazwać je od rodzinnej swej majętności Felsztynem. W roku 1594 Mikołaj Herburt buduje kościół św. Wojciecha. Po śmierci Mikołaja posiadłość dostała się żonie Jana Herburta. W roku 1615 Felsztyn okupywali Tatarzy. W następnych latach miasto i dobra felsztyńskie stanowiły własność Stadnickich. W roku 1680 Felsztyn dostał się we władanie Turcji. 
Pochodzenia nazwy miejscowości wywodzi się od rodowej siedziby Herburtów na Morawach, twierdzy Fulsztyn. Obecnie w miejscu znajduje się parafia rzymskokatolicka p.w.św. Wojciecha, którą prowadzi polski ksiądz. Na wschód od Felsztyna znajduje się następny zamek przebudowany przez Herburtów w Olesku. Do 1772, województwo podolskie, powiat tarnopolski.
Pod rozbiorami siedziba gminy Felsztyn w powiecie proskurowski guberni podolskiej.
W okresie 1917–1921 wchodziło w skład Ukraińskiej Republiki Ludowej. 17 lutego 1919 r., w okresie rządów Petlury i na fali pogromów antyżydowskich, doszło w Felsztynie do masakry, w której oddziały Ukraińskiej Republiki Ludowej pod dowództwem Iwana Semosenki zamordowały 485 żydowskich mieszkańców miasteczka. Od 1921 w granicach ZSRR. W 1946 roku zmieniono nazwę miejscowości. 
Od 1991 w granicach niepodległej Ukrainy.

## Zabytki
- Kościół świętego Wojciecha zbudowany pierwotnie z drewna w 1594 przez Mikołaja Herburta. Obecny murowany w stylu barokowym rozpoczęto budować w 1753 roku kosztem Marianny Grabinkowej z domu Kalinowskiej. W tym samym roku z jej funduszy powstał szpital. Kościół konsekrowano w 1791 roku. Na skutek zwiększenia się liczby wiernych w 1905 roku kościół został rozbudowany o nawy boczne. Władze radzieckie zamknęły kościół w 1933 roku, jednak władze niemieckie podczas okupacji pozwoliły go ponownie uruchomić. Władze radzieckie ponownie zamknęły kościół w 1950 roku i urządziły tam skład nawozów. Parafia odzyskała kościół w 1990 roku, który po remoncie konsekrowano w 1994 roku. Czynny. Obecnie parafia liczy 2 tys. katolików, a proboszczem jest ksiądz Piotr Główka[3].
- Cerkiew Zaśnięcia NMP z 1776 roku, remontowana w 1871 roku.
- Punkt przejścia południka Struvego
- Znak pamięci z 2007 roku na dawnym cmentarzu żydowskim
- zamek[4] obecnie nie istnieje.